# Otlophorus
Otlophorus is een geslacht van insecten uit de orde vliesvleugeligen (Hymenoptera) en de familie Ichneumonidae.

## Soorten
- O. anceps (Holmgren, 1857)
- O. carbonarius (Gravenhorst, 1829)
- O. congruens (Holmgren, 1858)
- O. ephippiger (Holmgren, 1876)
- O. exareolator Aubert, 2007
- O. fissus (Provancher, 1879)
- O. hypomelas (Thomson, 1894)
- O. inflammator Aubert, 1970
- O. italicus (Gravenhorst, 1829)
- O. lanceolatus (Davis, 1897)
- O. melanocarus (Thomson, 1894)
- O. minutus (Rudow, 1881)
- O. nervellator Aubert, 2007
- O. nigricoxator Aubert, 2007
- O. nigritarsus (Gravenhorst, 1829)
- O. pictus Pfankuch, 1906
- O. pulverulentus (Holmgren, 1857)
- O. rufogibbosus (Kriechbaumer, 1897)
- O. senilis (Holmgren, 1876)
- O. smitsvanburgsti (Teunissen, 1945)
- O. vepretorum (Gravenhorst, 1829)
- O. vibei Jussila, 2006